# 雨滴痕
雨滴痕（英語：raindrop impressions）是一種具有輕微凸起邊緣的小火山口狀凹坑的地質特徵，這是雨滴撞擊軟沉積物表面造成的。它們可以被認為是一種化石。雨滴痕只有幾毫米厚，直徑不到 1 厘米。 
雨滴痕在岩石標本有兩種顯示形態；小坑或凸起。如果是隕石坑形狀，則代表標本的頂部。如果凸起形狀，則代表標本的底部。原來的小坑被後期的沉積物充填而成。